# Protein-Sparing Modified Fast
Protein-Sparing Modified Fast (PSMF), letteralmente digiuno modificato per il risparmio proteico, è un regime alimentare chetogenico fortemente ipocalorico in cui l'unico macronutriente fornito (e quindi l'unica fonte calorica) è rappresentato dalle proteine alimentari.
Si tratta di un regime dietetico perlopiù usato nei casi di obesità grave. In ragione del basso contenuto di calorie e dell'affidamento quasi esclusivo a proteine alimentari, questa dieta deve essere seguita solo con la supervisione di un medico e con frequenti esami del sangue per rilevare eventuali anomalie del metabolismo.

## Caratteristiche
La dieta chetogenica Protein-Sparing Modified Fast (PSMF) è un regime alimentare ipocalorico usato nella ricerca medica dagli anni settanta per il trattamento dell'obesità morbigena. Questa venne testata per la prima volta nel 1973 da Blackburn et al. usando carne magra e proteine dell'albume d'uovo col fine di preservare la massa magra. La PSMF rientrerebbe nella definizione generica di dieta chetogenica, ovvero un regime alimentare in cui per definizione l'assunzione di carboidrati è inferiore ai 100 gr giornalieri (solitamente in media attorno ai 30-50 g/die), oppure è assente. La PSMF nasce dalla necessità di portare ad una perdita di peso molto rapida nei soggetti fortemente obesi. In questa dieta, praticamente l'unica fonte calorica è rappresentata dalle proteine alimentari, che vengono fornite nella quantità di 1.2-1.5 g/kg sul peso ideale (usato per stimare la massa magra). Essa fornisce proteine di altà qualità, come carne magra, pollame e pesce, ad un livello tale da prevenire o attenuare fortemente la perdita di muscolo scheletrico, ma senza ostacolare i vantaggi del digiuno simulato, tra cui la soppressione dell'appetito, e l'affidamento quasi totale ai grassi e ai corpi chetonici (derivati dai grassi) come fonte energetica per il corpo. Altri ricercatori proposero una variante di questo regime in cui veniva consumata una limitata quantità di carboidrati (30-45 g giornalieri), ma non tale da impedirne la definizione di dieta chetogenica. Questi osservarono che una limitata quantità di carboidrati migliorava il risparmio proteico, promuovendo la ritenzione di elettroliti e inibendo l'iperuricemia. Il nome della dieta, tradotto come digiuno modificato per il risparmio proteico, lascia intendere che il fine è quello di simulare il digiuno garantendo il solo apporto del nutriente che può garantire il mantenimento della massa magra ed evitare una forte soppressione del metabolismo basale. Il digiuno e la dieta chetogenica (a bassissimo o nullo apporto di carboidrati) infatti condividono molti aspetti metabolici, fondamentalmente l'instaurarsi di uno shift metabolico che passa dall'uso di glucosio come principale substrato energetico (soprattutto per alcuni tessuti, detti glucosio-dipendenti), all'uso quasi esclusivo di acidi grassi e corpi chetonici. Questo aspetto ha portato i ricercatori a concludere che la forte restrizione di carboidrati tipica delle diete chetogeniche sia in grado di simulare le risposte metaboliche tipiche del digiuno prolungato.
Il regime PSMF prevede anche l'introduzione di vitamine e minerali, come un multivitaminico e 2-3 g di potassio, per compensare la carenza di micronutrienti dovuta allo scarso e limitato apporto di cibo. Inoltre viene previsto il consumo di almeno 2 litri di fluidi acalorici al giorno. L'assunzione calorica indotta dalla PSMF è molto bassa, attorno alle 600-800 kcal al giorno o meno, che tradotte in quantità di proteine (cioè l'unico nutriente calorico fornito) ammontano a circa 150-200 gr giornalieri. Questi valori fanno rientrare tale dieta sotto la definizione di Very Low Calorie Diet (VLCD), definita secondo alcuni, una dieta ipocalorica in cui l'apporto calorico è inferiore alle 800 kcal, secondo altri, una dieta in cui l'apporto calorico fornito corrisponde a meno del 50% del metabolismo basale dell'individuo.
Le perdite di grasso spesso registrate con la PSMF possono corrispondere a circa 0.2 kg al giorno per le donne e 0.3 kg al giorno per gli uomini, e in 6 settimane si può assistere ad una riduzione media di 14 kg di grasso, mantenendo la massa magra. I benefici indotti dalla PSMF non si limitano alla sola perdita di grasso corporeo, ma possono consistere anche in un miglioramento dei valori pressori, della glicemia e della lipidemia. La PSMF è usata ancora oggi per il trattamento dell'obesità grave, dove il rischio di seguire tale approccio risulta inferiore al rischio associato allo stato di forte obesità, ma deve essere seguita sotto supervisione medica. Infatti, la PSMF ha dimostrato di essere più efficace per i soggetti obesi che per i soggetti magri. Questo può essere dovuto al fatto che il grasso fornisce un effetto protettivo sul mantenimento della massa magra, pertanto i soggetti con una bassa percentuale di massa grassa sono soggetti ad un maggiore rischio di riduzione della massa magra tramite questo regime dietetico. Tale rischio è dovuto soprattutto all'eccessiva restrizione calorica (VLCD), la quale è in grado di compromettere la massa magra e di sopprimere il metabolismo basale.
L'approccio PSMF viene anche usato nell'ambito sportivo per portare a perdite di grasso molto rapide, ad esempio nel culturismo. In anni recenti la PSMF è stata proposta e ricorretta da alcuni autori in forma modificata e perfezionata come efficace approccio dietetico a breve termine per lo sportivo.